# François Budan de Boislaurent
 (mai 2024).
Si vous disposez d'ouvrages ou d'articles de référence ou si vous connaissez des sites web de qualité traitant du thème abordé ici, merci de compléter l'article en donnant les références utiles à sa vérifiabilité et en les liant à la section « Notes et références ».
Ferdinand François Désiré Budan de Boislaurent est un mathématicien français né le 28 septembre 1761 à Limonade (Saint-Domingue) et mort le 6 octobre 1840 à Paris.

## Biographie
François Budan de Boislaurent est le fils de Michel Budan de Boislaurent, colon propriétaire à Saint-Domingue, et de Marie Minière. Il est jeune orphelin quand il est envoyé en France au collège de Juilly en 1769. Il passe ensuite deux années de formation spirituelle à la maison-mère des Oratoriens à Paris, avant de devenir régent aux Oratoriens de Nantes, puis d'aller étudier à Montmorency en 1787. Menacé sous la Révolution pour un libelle dont il est auteur, il acquiert le titre de docteur en médecine à Paris en 1803, sur une thèse Essai sur cette question d'économie médicale : Convient-il qu'un malade soit instruit de sa situation ?.
Inspecteur général de l'Université puis des études de 1808 à 1835, il est fait chevalier de la Légion d'honneur en 1814. Il épouse en 1809 Thérèse de Piolenc, fille de Jean Honoré, marquis de Piolenc, et de Marie Josèphe de Clugny-Thénissey.
À l'occasion de la naissance du duc de Bordeaux en 1822, Budan de Boislaurent compose un centon virgilien de vingt-deux vers en son hommage qu'il insère dans son ouvrage de mathématiques.
Il concourt au prix de l'Académie française en 1835 en présentant un poème intitulé De L'ordre social.

## Publications

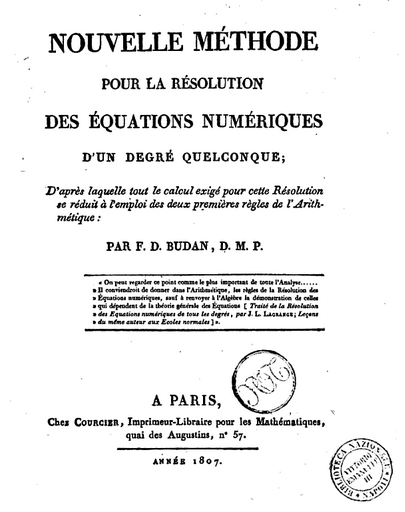

- Première lettre à l'historien, sur le message envoyé au Conseil des Cinq-cents par le Directoire exécutif, le rapport de Savary, les discours des président du Conseil de guerre et commissaire du pouvoir exécutif, et la lettre écrite par Merlin à ce tribunal (1993)
- De l'Ordre social, poéme qui a concouru pour le prix de l'Académie françoise en 1835 (1835)
- Observations sur le système adopté au Bureau du contentieux pour la liquidation de l'indemnité de Saint-Domingue, précédées d'un extrait de certaines lettres adressées par MM. le secrétaire en chef et le commissaire du roi près la Commission de liquidation de l'indemnité, à un ancien colon propriétaire, fisl et petit-fils de colons propriétaires en cette colonige (1833)
- Quelques Observations sur l'ouvrage posthume de Fourier et sur l'avertissement placé en tête par son éditeur (1832)
- Infanti regio, Burdigalensium duci. Anno 1822. (E Virgilii carminibus excerptum.) - Au Royal Enfant, duc de Bordeaux. 1822. Paraphrase françoise (1830)
- Fragment pour servir à l'histoire de la science en ce siècle, et observations sur quelques lignes relatives à Mr Fourier, contenues dans un mémoire lu par M. C. Sturm à l'Académie des sciences, au mois de mai 1829 (1830)
- Théorie des successions de signe considérées dans les suites et les équations numériques, par l'auteur de la "Nouvelle Méthode pour la résolution de ces équations" (1829)
- Quelques Mots servant d'annonce et d'introduction à un écrit intitulé : "Analyse étendue et simplifiée par le calcul syntagmatique" (1828)
- Précis d'une nouvelle méthode pour la résolution effective d'une équation numérique d'un degré quelconque en facteurs réels du premier ou du second degré, par le calcul des suites syntagmatiques (1827)
- Nouvelle méthode pour la résolution des équations numériques d'un degré quelconque, Dondey-Dupré, Paris, 1822
- Essai sur cette question d'économie médicale : "Convient-il qu'un malade soit instruit de sa situation ?" (1803)